# Leki przeciwkaszlowe
Leki przeciwkaszlowe – grupa leków stosowanych w leczeniu suchego, męczącego kaszlu, pojawiającego się w przebiegu chorób oskrzeli, płuc, opłucnej i krtani.

## Mechanizm działania
Leki przeciwkaszlowe mogą działać ośrodkowo lub obwodowo. Działanie ośrodkowe polega na hamowaniu ośrodka kaszlu w mózgu, natomiast obwodowe na łagodzeniu podrażnień w drogach oddechowych.
Leki działające ośrodkowo na ogół hamują też funkcjonowanie innych części mózgu, co powoduje liczne działania niepożądane, przede wszystkim senność i zaburzenia oddychania.

## Zastosowanie
Leki przeciwkaszlowe stosuje się w suchym, męczącym, uporczywym i napadowym, bezproduktywnym kaszlu. Opioidowe, uzależniające leki stosuje się w celu opanowania odruchu kaszlu tylko w sytuacjach wyjątkowych, np. kiedy pacjent ma przebitą opłucną i kaszel zagraża jego życiu. Leki z tej grupy są przydatne w łagodzeniu objawów stanów zapalnych dróg oddechowych, w niektórych alergiach i innych schorzeniach.
Leków przeciwkaszlowych nie zaleca się, jeśli przyczyną kaszlu jest zalegająca w oskrzelach wydzielina (stosuje się wtedy leki wykrztuśne). Lekami przeciwkaszlowymi również nie leczy się kaszlu spowodowanego astmą oskrzelową (w astmie stosuje się leki przeciwastmatyczne; więcej o leczeniu astmy tutaj).

## Podział i przykłady

### Leki działające ośrodkowo – opioidowe
- Leki uzależniające:
  - morfina
  - metadon
  - oksykodon
- leki nieuzależniające, lub uzależniające w małym stopniu:
  - kodeina
  - dihydroksykodeina
  - hydrokodon
  - dekstrometorfan
  - noskapina

### Leki działające ośrodkowo – nieopioidowe
- pentoksyweryna
- okseladyna
- butamirat
- benpropryna
- kloperastyna
- fedrilat
- glaucyna

### Leki działające obwodowo
- benzonatat
- prenoksdiazyna
- surowce zielarskie zawierające śluz roślinny, na przykład:
  - prawoślaz lekarski
  - dziewannę wielkokwiatową
  - rosiczkę
  - podbiał pospolity